# توقف القلب
توقف القلب أو توقف القلب والتنفس، وأحياناً «السكتة القلبية» هي حالة توقف القلب عن النبض. مما يؤدي إلى توقف جهاز الدوران عند غياب التقلص الفعال للعضلة القلبية، السكتة القلبية حالة طبية طارئة تؤدي إلى موت القلب في غضون دقائق ما لم يكن هناك تدخل طبي مباشر وسريع. وعندما يتوقف القلب فجأةً، يطلق عليه السكتة القلبية المفاجئة. الإنعاش القلبي الرئوي (CPR) ضروري وربما يتم استخدام جهاز مزيل الرجفان حتى يمكن توفير المزيد من العلاج. ينتج عن السكتة القلبية فقدان سريع للوعي، وقد يكون التنفس غير طبيعي أو يتوقف. في حين أن السكتة القلبية قد تكون ناجمة عن نوبة قلبية أو قصور في القلب لكن هذه الحالات مختلفة عن السكتة القلبية، وفي 15 إلى 25٪ من الحالات، يكون هناك سبب غير مرتبط بالقلب. قد يعاني بعض الأفراد من ألم في الصدر، ضيق النفس، غثيان وارتفاع معدل ضربات القلب، وشعور بالدوار قبل الدخول في السكتة القلبية مباشرة. السبب الأكثر شيوعًا للسكتة القلبية هو مشكلة القلب الكامنة مثل مرض الشريان التاجي الذي يقلل من كمية الدم المؤكسج الذي يغذي عضلة القلب، وهذا بدوره يضر ببنية عضلة القلب، مما قد يغير بنيتها ووظيفتها. يمكن أن تسبب هذه التغييرات بمرور الوقت الرجفان البطيني (V-fib)، والذي يسبق السكتة القلبية في كثير من الحالات. يصبح الإنسان أكثر عرضةٍ لتوقف القلب مع تقدم العمر ويصيب الذكور أكثر من الإناث.
في حالة نجاح الإنعاش القلبي الرئوي (CPR)، لايوجد ما يضمن الشفاء التام من المشاكل الصحية التي يسببها توقف القلب وذلك لأن العديد من المرضى الناجين يعانون من مجموعة من الإعاقات بعد تعرضهم لتوقف القلب، بما في ذلك الشلل الجزئي؛ نوبات صرع؛ صعوبة في المشي أو التحدث أو الذاكرة. وكذلك وعي محدود أو حالات إنباتية مستديمة وموت دماغي.

## إحصاءات
في الولايات المتحدة، يتعرض حوالي 535,000 شخص للسكتة القلبية (حوالي 13 حالة لكل 10000 شخص)، من بين هؤلاء، يعاني 326,000 (ما نسبتهُ 61٪ من العدد الكُلي للمصابين) من توقف القلب خارج المستشفى، بينما 209،000 (39٪) تحدث داخل المستشفى للمرضى. تبلغ النسبة المئوية للأشخاص الذين ينجون من السكتة القلبية عندما يتعرضون لها خارج المستشفى حوالي 8٪ وهذا مع العلاج والتدخل الطبي بواسطة خدمات الطوارئ.
واحتل توقف القلب المركز الأول في أسباب الوفيات في العالم وذلك بنسبة 12.2% من مجموع الوفيات لعام 2004. كما تتوقع منظمة الصحة العالمية أن يبقى توقف القلب في المركز الأول بين أسباب الوفيات حتى في عام 2030 بناء على آخر الحسابات الإحصائية التي أجرتها المنظمة. أما في بلاد الشرق الأوسط والبلدان العربية فإنه لا توجد دراسات حول نسبة مساهمة توقف القلب في مجمل الوفيات، ولكن تقديرات الخبراء تشير إلى أن توقف القلب يتقدم على أسباب الوفيات الأخرى في دول العالم النامي ومنها الدول العربية. ويعود هذا التقدير إلى أن تغير أنماط العيش وبخاصة في دول الشرق الأوسط، وتحسن الأنظمة الصحية في معالجة الأمراض المعدية والحوادث يجعل من أمراض القلب وتوقف القلب التحدي الصحي القادم.

## أعراض توقف القلب
يرافق الإغماء المفاجئ صعوبة بالغة في التنفس (الحشرجة تعتبر توقفا للتنفس)؛ ويصبح الجلد شاحبا مع تواجد زرقة بالشفاه.

## سبب الإستغناء عن تحسس النبض
آخر توصيات للجان الإنعاش القلبي الرئوي مثل مجلس الإنعاش الأوروبي صار يستغنى في تشخيص توقف القلب عن تحسس النبض لغير المدربين عليه أو الفرق الطبية المتخصصة.

### نقص السكر أو فرط السكر
نقص السكر في الدم وأكثر أسبابه شيوعاً الإفراط في الإنسولين؛ يمكن أن يؤدي إلى توقف القلب أسرع من زيادة نسبة السكر في الدم، حيث إن الزيادة في نسبة السكر تحدث على مدار عدة ساعات أو حتى أيام. أما نقص نسبة السكر يهدد حياة المصاب.

## الشرح الوظيفي لتوقف القلب
توقف القلب عن الخفقان يحصل في عدة حالات تلخص بما يلي:
- الرجفان البطيني
- التسارع البطيني غير النابض
- الصمت القلبي

## الانفصام الكهربائي للقلب
جميع هذه الحالات تؤدي إلى توقف القلب تماما عن الضخ، أي الفشل الوظيفي التام للقلب، فمن ناحية وظيفية تعتبر جميع الحالات سيان، إذ أن الدورة الدموية واقفة تماما والدم لا يجري في العروق. التمييز بين هذه الحالات لا يتأتى إلا باستخدام مخطط القلب الكهربائي، إذ أن التفريق يعتمد على شارات القلب الكهربائية.

## الرجفان البطيني
تنشأ حالة الرجفان البطيني بسبب حصول اضطراب في انتقال الشارة المنظمة والمنسقة لانقباض العضلة القلبية مما يؤدي إلى انقباض عشوائي لخلايا العضلة القلبية. هذا الانقباض العشوائي (كل خلية على حدة) غير فعال إطلاقا، أي أن عضلة القلب ترجف في مكانها ولا تنقبض إطلاقا، مما يعني توقف الدم في حجرات القلب وتوقف كامل في الدورة الدموية. الطريقة الوحيدة لإنهاء هذه «الفوضى» في خلايا القلب تكمن في استخدام جهاز مزيل الرجفان ضمن خطوات الإنعاش.

## التسارع البطيني غير النابض
عادة ما تنتقل الشارة المنظمة للقلب من الناظمة الابتدائية في الأذين الأيمن إلى كلى البطينين، ولكن في حالات اضطراب دقات القلب (انظر اللانظميات) فإنه قد يحصل تسارع بطيني شديد، إذا زاد هذا التسارع عن حد معين، فإن البطين سيخفق دون أن تكون هناك فرصة لملئه بالدم، مما يعني أن حركة العضلة القلبية المتسارعة بشدة غير فعالة في ضخ الدم! أي أن هناك توقف في الدورة الدموية.
التسارع البطيني يحدث بشكل تدريجي، وهو عكس ما يحدث في التغيرات السابقة، ويمكن أن يؤدي إلى رجفان بطيني. يعامل «التسارع البطيني غير النابض» معاملة الرجفان البطيني، أي لابد من استخدام مزيل الرجفان في إنهاءه.

## الصمت القلبي
الصمت القلبي هو توقف عضلات القلب عن الانقباض. ويحدث هذا إما بسبب عدم وصول الشارات المنظمة بسبب إحصار أذيني بطيني تام وفشل النواظم البطينية في التعويض عن هذا النقص، في هذه الحالة وبعد الإنعاش قد يضطر إلى استخدام منظم دقات القلب كعلاج، أو بسبب استمرار الرجفان القلبي لفترة أدت لشلل وظيفي لخلايا عضلة القلب. وهو الحالة التي تؤدي للوفاة، ولا يفيد معها مزيل الرجفان.

## الانفصام الكهربائي للقلب
تتميز هذه الحالة بوجود شارة كهربائية منظمة للقلب ولكن بدون وجود رد عضلي على هذه الشارة، وتوصف هذه الحالة بالحركة الكهربائية غير النابضة، أي وجود تخطيط كهربائي للقلب ولكن دون أن يرافقه نبض أو خفقان للقلب. هذه الحالة تعالج كما يعالج الصمت القلبي، وإن اختلفت معها على المستوى الخلوي والوظيفي.

## أعراض توقف القلب
يؤدي توقف القلب إلى إغماء مفاجئ، قد يسبقه ألم في الصدر يشكو منه المريض للحاضرين، ويرافق الإغماء المفاجئ ازرقاق في لون الجلد واضطراب في التنفس، وعدم استجابة المصاب بتوقف القلب لأي نداء. ويكفي للتشخيص اضطراب التنفس، ولا حاجة لتحسس النبض عند المريض لغير المحترفين.

## سبب الاستغناء عن تحسس النبض
في كثير من الحالات فإنه من الصعب التأكد من توقف النبض، وذلك أنه في حالات المرض الشديد، حين يكون ضغط الدم منخفضا، وبالتالي لايمكن تحسس النبض في الذراع، وبخاصة في الشريان العضدي، وذلك يعود إلى أنه في حالة الصدمة الدورية، فإن الجسم يعمد إلى مركزة الدورة الدموية ويغلق الأوعية الدموية التي في الأطراف، وذلك للحفاظ على أقل مستوى من الدورة الدموية للأعضاء المهمة - مثل القلب والدماغ - على حساب الأعضاء غير الحيوية مثل عضلات الأطراف. لذا فإنه كان يعمد في هذه الحالة أساسا إلى تحسس النبض في الشريان السباتي.
آخر توصيات لجان الإنعاش القلبي الرئوي مثل مجلس الإنعاش الأوروبي صار يستغني في تشخيص توقف القلب عن تحسس النبض لغير المحترفين الطبيين، وصار يعتمد مبدأ ملاحظة اضطراب التنفس كمعيار لعامة الناس لتشخيص حالة توقف القلب.

## أسباب توقف القلب
90% من حالات توقف القلب تنجم عن لانظميات بطينية مثل رجفان بطيني غالبا ما تنجم عن مرض شريان القلب التاجي وفي معظم الأحيان عن الجلطة القلبية.
السبب يكمن في أن نقص الأكسجين الحاد الناجم عن تضييق الشرايين التاجية يسبب اضطرابا في دقات القلب، ويقود هذا الاضطراب إلى رجفان بطيني أو إلى صمت قلبي.

## أسباب رجعية
الأسباب الرجعية هي أسباب لتوقف القلب يمكن معالجتها؛ لذا لابد في حالة الطوارئ من أخذها بعين الاعتبار ومحاولة التفكير في احتمالية وجودها ومحاولة علاجها حتى يكون إسعافها ناجحاً.
اللجان الدولية مثل مجلس الإنعاش الأوروبي وجمعية القلب الأمريكية تجمع هذه الأسباب ضمن مجموعتين تسمى الأولى مجموعة "T" والأخرى مجموعة "H" ويقصد بذلك بدايات الجمل باللغة الإنجليزية وذلك لتسهيل حفظها على المسعف، ويمكن تلخيص الأسباب بالعربية بأن مجموعة H تعنى بنقص وإفراط ومجموعة T تعنى «بحوادث» تطرأ على المريض وتسبب توقف القلب.

## مجموعة (H) نقص Hypo أو إفراط Hyper

### نقص السوائل
يؤدي نقص حجم السوائل في دورة دموية إلى عدم وصول كميات كافية من الدم إلى القلب. القلب حينها لا يضخ فراغا، وبالتالي يتوقف عن الضخ، أو يقلل من عمله إلى حين توفر سوائل من جديد، حينها يكون العلاج التعويض عن السوائل المفقودة وتزويد الدورة الدموية بالسوائل عن طريق الوريد.
نقص السوائل له أسباب متعددة منها النزيف الداخلي والخارجي، في حالات الحوادث، ويمكن أن يحصل النقص عن طريق تكدس الدم في الجسم في حالات الصدمة الدورية، والتي تتمثل في انزواء الدم في الأطراف بعد تفتح الأوعية الدموية، وامتناع عودة الدم إلى الأوردة وبالتالي نقصه في الدورة الدموية، هنا يكون العلاج بالتعويض عن السوائل المفقودة، ونقل المريض مباشرة للعناية المركزة لإعطاء العلاج المناسب.

### نقص الأكسجين
هناك ردة فعل للقلب في حالات نقص الأكسجين تؤدي إلى توقف القلب، وهذا غالبا مايحصل في الأطفال الرضع والمواليد الجدد، وأحيانا في حالات الفشل التنفسي، وعلاجه يكون بتزويد الأكسجين والعمل على تحرير المجاري التنفسية مما يغلقها.

### نقص أو فرط البوتاسيوم
فرط بوتاسيوم الدم يؤدي إلى لانظميات خطرة، يكون مصيرها توقف القلب، والعلاج يكون بإزالة هذا الاختلاف، ووسائل الطب الحرج.

### فرط الحموضة
كثير من الحالات الطبية الحرجة بكافة أشكالها تؤدي إلى اضطراب استقلابي، من علاماته زيادة نسبة الحموضة في الدم، وبالتالي اختلاف الوسط الكيميائي اللازم للعمليات الحيوية، الأسباب مختلفة، منها الفشل الكلوي، الصدمة السكرية..الخ، وعلاجها يكون بتحييد الحمض عن طريق بيكربونات الصوديوم، وعلاج الحالة المسببة للحموضة

### نقص درجة الحرارة
في حالة حوادث التجمد، فإن درجة حرارة الجسم تنخفض عن 27°م (درجة حرارة الجسم في العادة 37°م) فإن القلب سيتوقف عن الخفقان، حتى تتم تدفئة القلب من جديد، هذه الحالة هي من الحالات النادرة التي يمكن للإنسان أن ينجو من توقف القلب لمدة زمنية طويلة، ولا يتم تقرير الوفاة إلا بعد إعادة تدفئة الإنسان وإثبات توقف القلب.

### نقص السكر أو فرط السكر
نقص السكر في الجسم وأكثر أسبابه شيوعا الإفراط في الإنسولين يمكن أن يؤدي إلى توقف القلب، والإغماء الناجم عن نقص توفر السكر للدماغ. لذا فإن فحص نسبة السكر في الدم من أساسيات العلاج للإغماء، وتعالج بحقن سائل سكري (جلوكوز) في الدم.
أما فرط السكر في الدم فيقود إلى صدمة تؤثر على حموضة الدم، انظر فرط الحموضة، ويعالج بالسوائل والإنسولين.

## مجموعة «الحوادث» (T)

### التسمم
سواء بجرعات كبيرة من الأدوية أو بغيرها من السموم التي تؤثر على القلب. لابد من النظر حول المريض والتفتيش في المكان الذي وجد فيه للبحث عن علب أدوية مفتوحة، أو سموم يمكن أن يكون المريض تناولها بالخطأ أو بهدف الانتحار. تعالج حالات التسمم بالأدوية المضادة والعناية المركزة.

### استرواح صدري
غالبا ما يحدث ذلك عن من الحوادث، وتدل عليه جراح في الصدر، وقد يكون حدوثه تلقائيا، التشخيص يكون عن طريق المنظر الخارجي للصدر وملاحظة جروح أو كدمات قد تكون السبب، العلاج يكمن في ثقب الصدر وإدخال انبوب إلى التجويف الصدري للسماح بالهواء بالخروج من هناك، والسماح للرئة بالتمدد من جديد. حالات الاسترواح التلقائي تصيب الشباب ومرضى انسداد شعب هوائية مزمن.

### انصباب تاموري
في بعض الحوادث، أو كنتيجة للجلطة القلبية فإن عضلة القلب قد يصيبها أذى يؤدي إلى حصول ثغر فيها، يسبب نزيفا للدم من القلب، ليتجمع الدم في التامور ويؤدي إلى تضييق على عضلة القلب مما يعيق حركة القلب، وبخاصة يعيق ملء القلب بالدم، وذلك يؤدي إلى حالة من هبوط الدورة الدموية لعدم مقدرة القلب على الضخ.
وهناك حالات من الانصباب التاموري تنجم عن التهابات للغشاء التاموري.
العلاج يكون بوضع أنبوبة تصل إلى التامور وتعمل على تفريغه من الدم وبالتالي ينشط القلب من جديد بعد وصول الدم إلى حجراته، وثم يتم مراقبة هذا الوضع، إذا كان الثقب كبيرا في القلب، فإن عملية القلب المفتوح وإغلاق هذا الثقب جراحيا هي الحل الأمثل.

### إصابات وجروح
الحوادث والجروح يمكن أن ينجم عنها توقف الدورة الدموية، هذا التوقف قد يكون سببه الاسترواح الصدري الآنف الذكر أو الانصباب التاموري، وهذه حالات يمكن علاجها، ويمكن أن يكون سببه النزيف الحاد وبالتالي توقف القلب بسبب استنزاف الدم، وهذه الحالات مصيرها بائس في معظم الحالات، والنجاة منها صعبة. يكون العلاج بنقل الدم للمريض المصاب فورا ومحاولة إنعاشه وإيقاف النزيف إن أمكن.

### الجلطة القلبية أو الرئوية
احتشاء عضل القلب هو السبب الرئيسي والأكثر شيوعاً لتوقف القلب، حتى أنه صارت لفظة «السكتة القلبية» في الوعي العام مرادفة للجلطة القلبية، ويمكن أن يؤدي احتشاء عضل القلب إلى توقف القلب بعدة طرق منها:
التسبب في لانظميات بطينية والتي تؤدي لرجفان بطيني وهي تعتبر من أكثر الأسباب انتشاراً لتوقف القلب، وهو مالا يعيه كثير من الناس، بأن الجلطة القلبية نادراً ماتقتل بسبب موت الخلايا بقدر ما يكون الموت بسبب اضطراب دقات القلب، هذا الاضطراب الذي يمكن أن يحدث في الأيام الثلاثة الأولى للجلطة القلبية، لذا فإن نسبة الوفيات من الجلطة القلبية التي تصل المستشفى حية (40%) تم تخفيضها باجراء بسيط وهو وضع المريض خلال الثلاثة أيام الأولى تحت الرقابة، في تاريخ طب القلب هذا الإجراء البسيط خفف بنسبة 30% نسبة الوفيات في المرضى الذين يصلون المستشفيات أحياء، هذا التقدم لم تحققه حتى الآن أي وسيلة علاجية أخرى في علاج الجلطات القلبية.
إذا بلغ حجم الجزء المصاب من العضلة القلبية 30% من مجمل العضلة أو جاوزها، فإن قدرة القلب على الضخ تتأثر، وبالتالي تصبح الدورة الدموية غير مستقرة، ويمكن أن تحصل الوفاة نتيجة القصور القلب الحاد.
قد تكون الجلطة بقوة بحيث يحدث خرق في جدار عضلة القلب مما يسبب نزيفا من القلب، ينشأ عنه انصباب تاموري يقود إلى قصور القلب.
يمكن أن ينشأ الانصباب التاموري بدون حدوث نزيف وذلك في حالة الجلطة القلبية كرد فعل التهابي على موت الخلايا القلبية، ويدعى هذا بداء دريسلر.
أما الاحتشاء الرئوي فيحدث بسبب انسداد مفاجئ للشرايين الرئوية ناجم عن تجلط الأوردة العميقة وانتقال الجلطة إلى البطين الأيمن، ومن ثم إلى أحد شرايانات الرئة. علاج الحالة هو تمييع الدم والعناية مركزة. حذا الاحتشاء إذا كان حادا فإنه يؤدي إلى إعاقة الدورة الدموية الصغرى مما يوقف عمل القلب حتى زوال الحاجز بالتمييع أو الإذابة.

## الجلطة القلبية أو الرئوية
احتشاء عضل القلب هو السبب الرئيسي والأكثر شيوعاً لتوقف القلب، حتى أنه صارت لفظة «السكتة القلبية» في الوعي العام مرادفة للجلطة القلبية، ويمكن أن يؤدي احتشاء عضل القلب إلى توقف القلب بعدة طرق منها:
التسبب في لانظميات بطينية والتي تؤدي لرجفان بطيني وهي تعتبر من أكثر الأسباب انتشاراً لتوقف القلب، وهو مالا يعيه كثير من الناس، بأن الجلطة القلبية نادراً ماتقتل بسبب موت الخلايا بقدر ما يكون الموت بسبب اضطراب دقات القلب، هذا الاضطراب الذي يمكن أن يحدث في الأيام الثلاثة الأولى للجلطة القلبية، لذا فإن نسبة الوفيات من الجلطة القلبية التي تصل المستشفى حية (40%) تم تخفيضها باجراء بسيط وهو وضع المريض خلال الثلاثة أيام الأولى تحت الرقابة، في تاريخ طب القلب هذا الإجراء البسيط خفف بنسبة 30% نسبة الوفيات في المرضى الذين يصلون المستشفيات أحياء، هذا التقدم لم تحققه حتى الآن أي وسيلة علاجية أخرى في علاج الجلطات القلبية.
إذا بلغ حجم الجزء المصاب من العضلة القلبية 30% من مجمل العضلة أو جاوزها، فإن قدرة القلب على الضخ تتأثر، وبالتالي تصبح الدورة الدموية غير مستقرة، ويمكن أن تحصل الوفاة نتيجة القصور القلب الحاد.
قد تكون الجلطة بقوة بحيث يحدث خرق في جدار عضلة القلب مما يسبب نزيفا من القلب، ينشأ عنه انصباب تاموري يقود إلى قصور القلب.
يمكن أن ينشأ الانصباب التاموري بدون حدوث نزيف وذلك في حالة الجلطة القلبية كرد فعل التهابي على موت الخلايا القلبية، ويدعى هذا بداء دريسلر.
أما الاحتشاء الرئوي فيحدث بسبب انسداد مفاجئ للشرايين الرئوية ناجم عن تجلط الأوردة العميقة وانتقال الجلطة إلى البطين الأيمن، ومن ثم إلى أحد شرايانات الرئة. علاج الحالة هو تمييع الدم والعناية مركزة. حذا الاحتشاء إذا كان حادا فإنه يؤدي إلى إعاقة الدورة الدموية الصغرى مما يوقف عمل القلب حتى زوال الحاجز بالتمييع أو الإذابة.

## علاج السكتة القلبية
أولاً وقبل كل شيء وفور تشخيص حالة توقف القلب فلابد من طلب النجدة الطبية الفورية، سواء بالهاتف أو بأي أسلوب آخر.
بعد طلب النجدة الطبية الفورية لابد من البدء فوراً بعملية الإنعاش القلبي الرئوي مباشرة.